# Ujiie Yukihiro
Ujiie Yukihiro (氏家 行広?; 1546 – 4 giugno 1615) è stato un samurai della fine del periodo Sengoku e inizio di quello Edo.
Conosciuto anche come Ogino Dōki (荻野 道喜?), fu il secondo figlio di Ujiie Naotomo.

## Biografia
Secondogenito di Ujiie Naotomo, uno dei tre componenti del triumvirato di Mino, suo fratello maggiore fu Ujiie Naomasa e quello minore Ujiie Yukitsugu.
Dopo che Naotomo morì nel primo assedio di Nagashima, nel 1571 suo fratello maggiore Naomasa gli succedette alla guida del clan Ujiie e continuò a servire Oda Nobunaga. Dopo la morte di Nobunaga nel 1582 gli Ujiie servirono il terzo figlio di Nobunaga, Nobutaka, ma quando questi si oppose a Hashiba Hideyoshi tornarono al servizio di Hideyoshi. Dopo la morte per malattia di Naomasa nel 1583 Yukihiro divenne capo del clan.
Toyotomi Hideyoshi gli assegnò delle terre nella provincia di Ise. Combatté per Ishida Mitsunari nella battaglia di Sekigahara e per questo fu privato dei suoi possedimenti.
Nel 1614 su unì ai difensori del castello di Osaka e fu ucciso alla fine della campagna estiva di Osaka.